# Bucium (Alba)
Bucium (in ungherese Bucsony,  in tedesco Baumdorf), è un comune della Romania di 1 624 abitanti, ubicato nel distretto di Alba, nella regione storica della Transilvania.
Il comune è formato da un insieme di 29 villaggi: Anghelești, Bisericani, Bucium, Bucium-Sat, Cerbu, Ciuculești, Coleșeni, Dogărești, Ferești, Florești, Gura Izbitei, Izbicioara, Izbita, Jurcuiești, Lupulești, Măgura, Muntari, Petreni, Poiana, Poieni, Stâlnișoara, Vâlcea, Valea Abruzel, Valea Albă, Valea Cerbului, Valea Negrilesii, Valea Poienii, Valea Șesii, Văleni.